# Lorenzo Gancia
Lorenzo Vallarino Gancia (* 20. Juni 1930 in Turin; † 7. Oktober 2017 in Canelli, Provinz Asti) war ein italienischer Winzer und Doyen der italienischen Sektunternehmer. Das über zweihundert Jahre alte Familienunternehmen, einen gleichnamigen Piemontesischen Spumante-Hersteller, verkaufte er 2012. Er war zwölf Jahre lang Vizepräsident der Confindustria, Italiens größter Arbeitgeberorganisation, sowie Aufsichtsratsmitglied bei Riso Gallo, Fiorucci, Buitoni, Perugina und Ausimont.